# Ranelagh Gardens (Liverpool)
Ranelagh Gardens war der erste Pleasure Garden in Liverpool.
Die Anlage war den Ranelagh Gardens in Chelsea nachempfunden, die sich damals noch vor den Toren Londons befanden. Auch die Bezeichnung des Liverpooler Gartens ist dem Londoner Garten entlehnt, der sich neben dem 1688–89 von dem Earl of Ranelagh erbauten Ranelagh House befand.
1722 wurde der Liverpooler Garten eröffnet. Im Garten, der Treffpunkt der Liverpooler Gesellschaft war, befanden sich Spazierwege, Blumenrabatten, Ziergehölze und seltene Baumarten in unterschiedlich gestalteten, abgeschlossene Bereichen. Im Zentrum des Gartens befand sich ein Zierteich mit Karpfen, Schleien und anderen Fischen sowie Verkaufsstände mit Erfrischungen. Im Park selbst fanden Gesellschaften und Konzerte statt. Um den Garten betreten zu können, musste ein Eintrittsgeld gezahlt werden, was den ärmeren Teil der Bevölkerung vom Besuch ausschloss. Der Garten bestand bis in die späten 1970er Jahre, heute ist das Gelände überbaut.